# Парадиж (Опочинський повіт)
Парадиж (пол. Paradyż) — село в Польщі, у гміні Парадиж Опочинського повіту Лодзинського воєводства.
Населення — 707 осіб (2011).
У 1975-1998 роках село належало до Пйотрковського воєводства.

## Демографія
Демографічна структура станом на 31 березня 2011 року:
|          | Загалом | Допрацездатний вік | Працездатний вік | Постпрацездатний вік |
| -------- | ------- | ------------------ | ---------------- | -------------------- |
| Чоловіки | 358     | 101                | 241              | 16                   |
| Жінки    | 349     | 89                 | 199              | 61                   |
| Разом    | 707     | 190                | 440              | 77                   |